# Salvador Vilarrasa i Vall

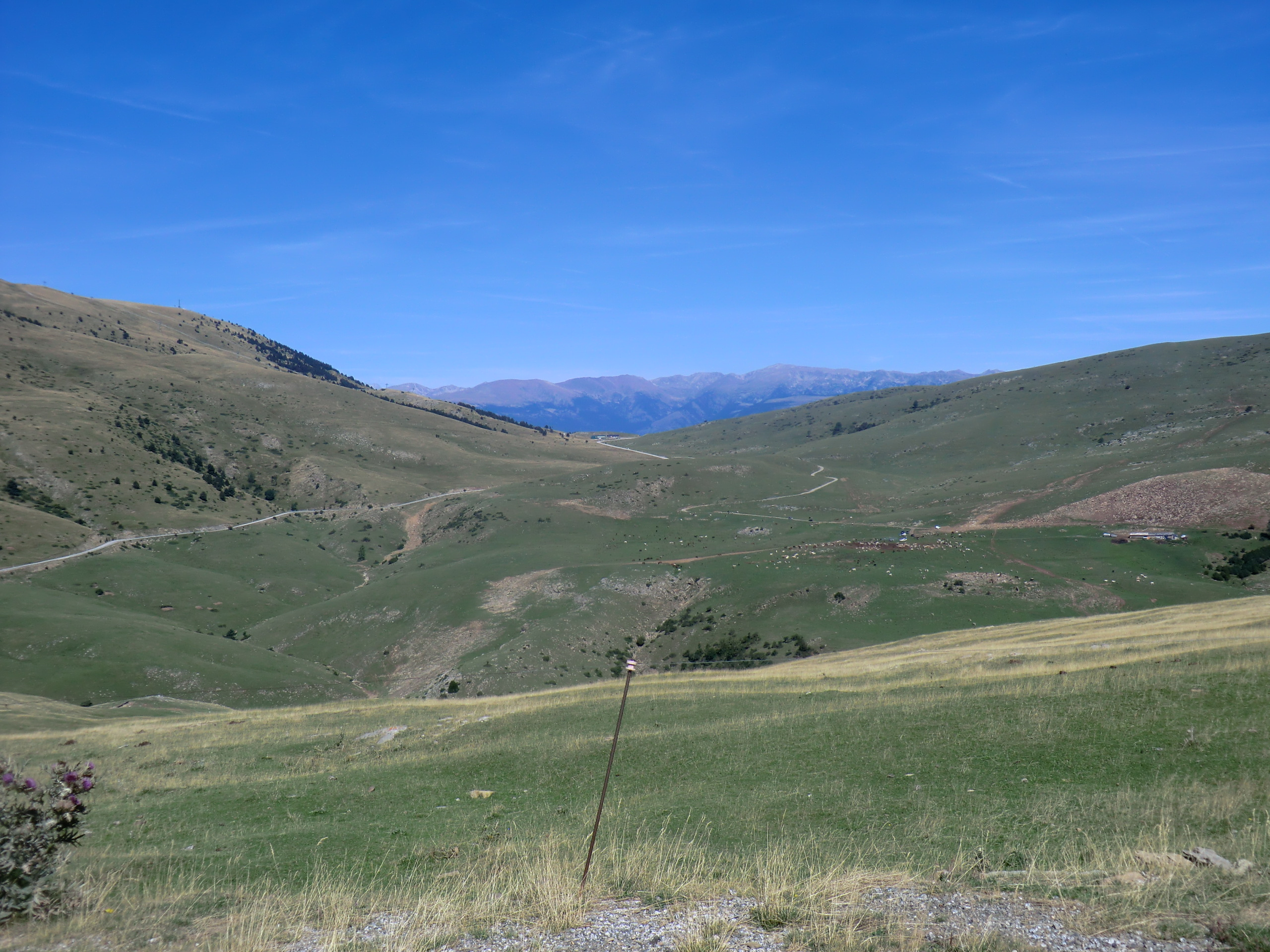
El Pla d'Anyella baixant del coll de la Creueta

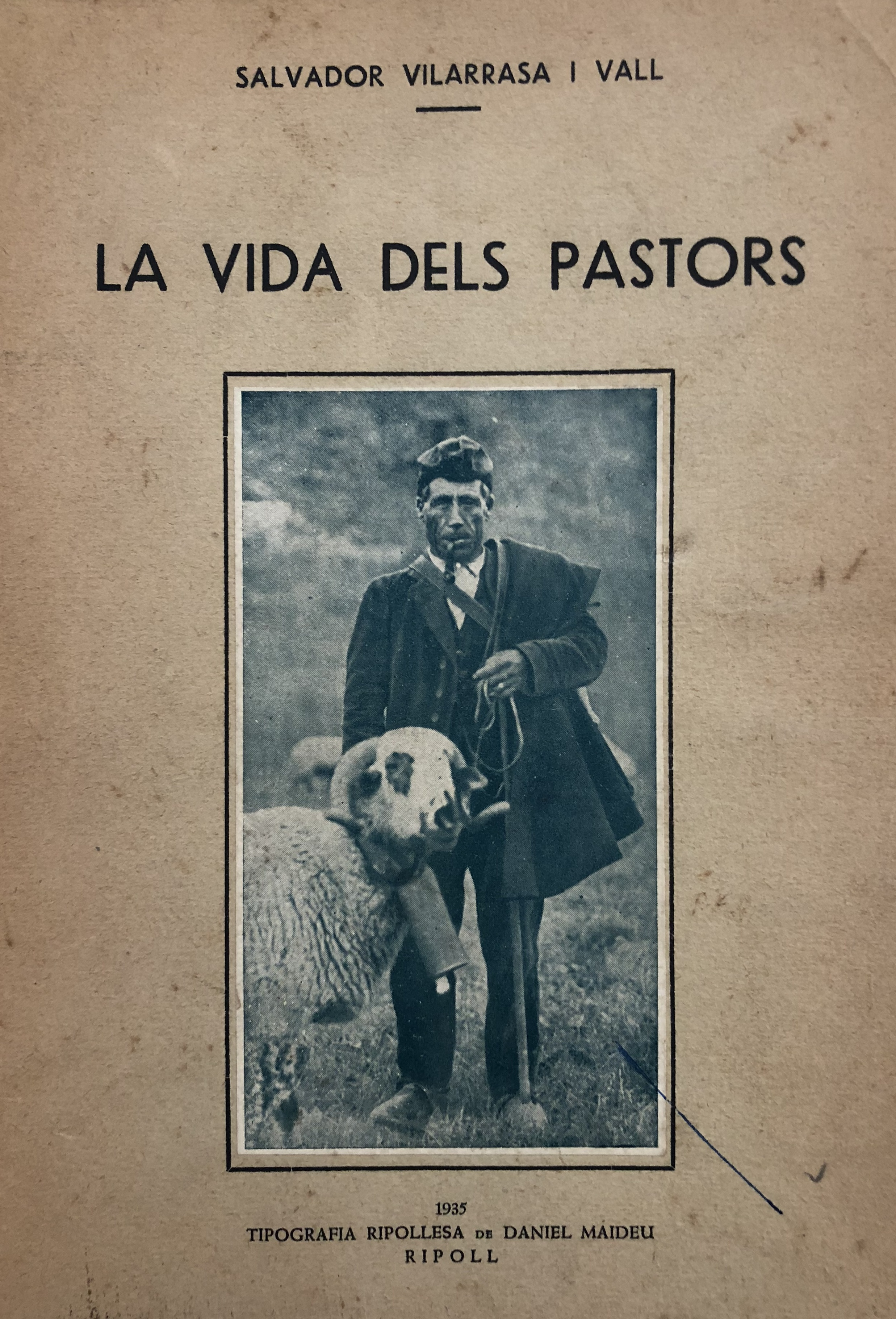
Portada del llibre La vida dels pastors, de Salvador Vilarrasa i Vall. El pastor de la portada és en Pere Casals, de can Montoliu de Campdevanol, molts anys majoral de la ramada del Pla d'Anyella.

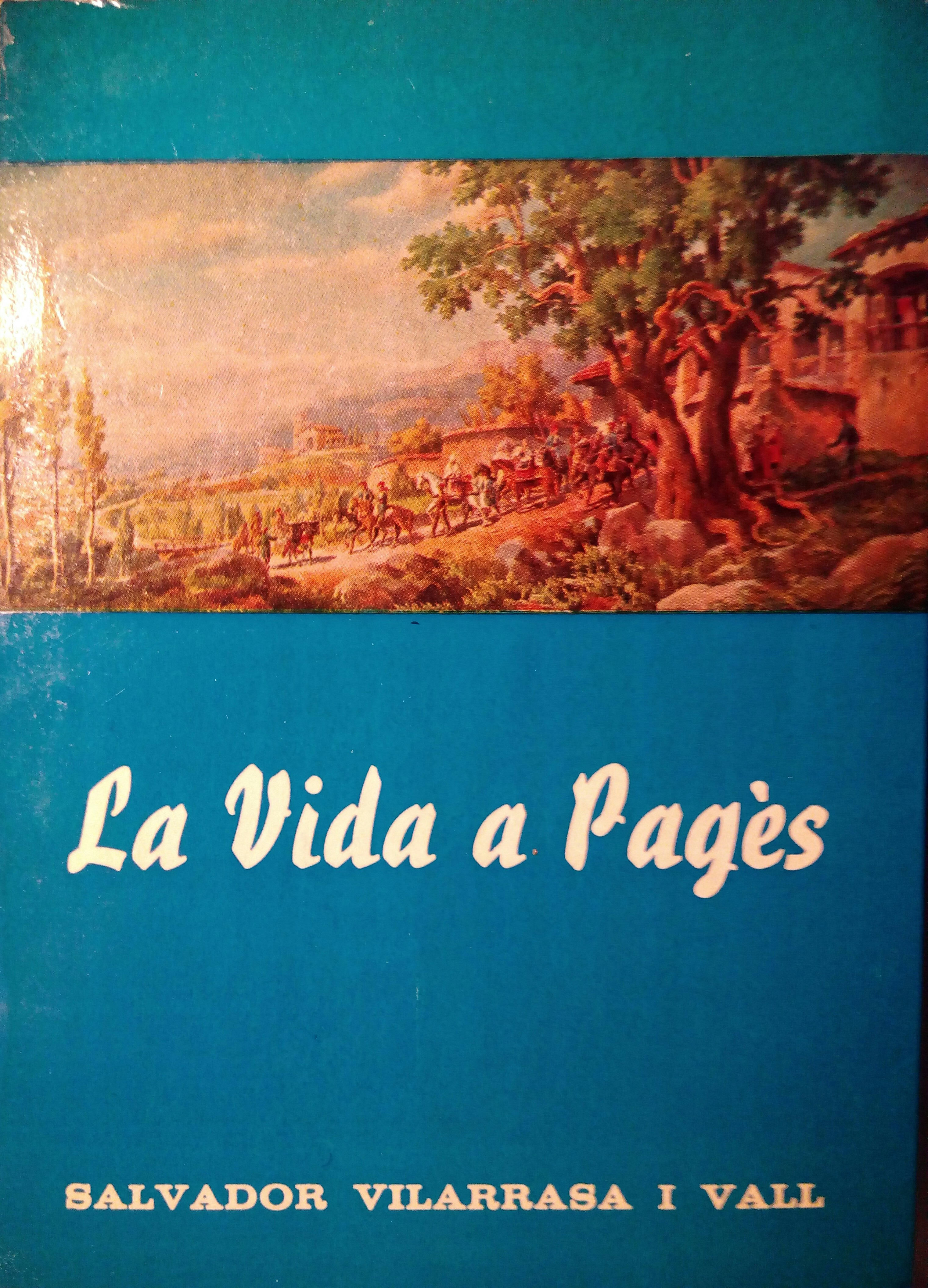
La Vida a Pagès, llibre de Salvador Vilarrasa, edició de 1975

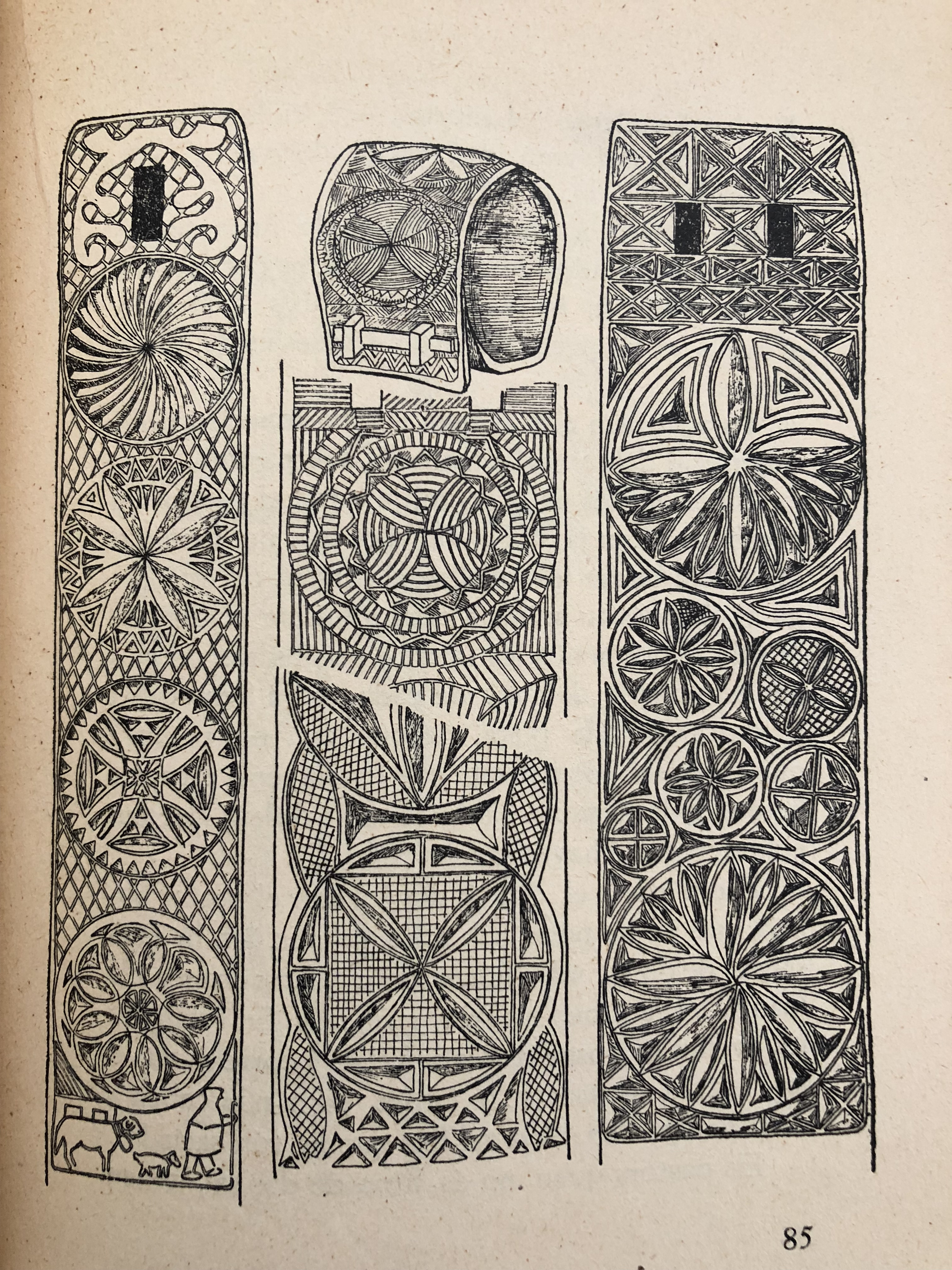
La vida dels pastors. Dibuix possiblement de Josep Ribot i Calpe, de collars musicats, és a dir, treballada la fusta amb ganivets i gratussa, fets de fusta de pi i d'on penjar esquelles i borrombes.

Salvador Vilarrasa i Vall (La Pobla de Lillet, Berguedà, 1870 - Ripoll, 1943) va ser un propietari rural, amo de la casa pairal dels Vilarrasa a La Pobla de Lillet, desapareguda quan es va fer la carretera de Ripoll a Berga. Passant la infància a la vall d'Alpens, d'on era filla sa mare, coneixia a fons la vida pagesa. Estudiós de la vida dels pastors i de la vida a pagès, en va publicar dos llibres que són de referència i que han estat la font principal per a la redacció de les descripcions d'aquests àmbits. Va col·laborar amb Tomàs Raguer i Fossas en la creació del Museu Etnogràfic de Ripoll.
Coneix molt a fons l'ambient pagès i la vida dels pastors, temes que anirà publicant en forma d'articles a revistes com Catllar i Scriptorium, que Daniel Maideu, impressor de Ripoll, editarà més endavant en llibres "La vida dels pastors" (1935) i "La vida a pagès" (1975) amb una gran qualitat folklòrica i popular.

## Llibres destacats
"La vida dels pastors" (1935). Editat a càrrec del mateix autor i cedit a benefici del Museu etnogràfic de Ripoll. El llibre té dues parts: Els quatre primers capítols estan dedicats a la vida dels pastors, els seus usos i els seus costums, en les quatre estacions de l'any. Complementen l'obra quatre apèndix: vocabulari de termes propis dels pastors, un breu, però interessant, estudi sobre les esquelles; un tracte d'herbes, és a dir, un conveni de les terres de pastura, i una sèrie de dades sobre els comunals de Queralbs i Serrat i la distribució de les herbes de pastura. El llibre està il·lustrat amb fotografies fetes pel mateix autor i són de gran valor documental.
Els antecedents del llibre són els 23 articles i 2 apèndix de vocabulari publicats a la revista ripollesa El Catllar entre el 29 de maig de 1920 i el 24 de setembre de 1921 i l'estada que Vilarrasa, junt amb Tomàs Raguer i Fossàs i el dibuixant Josep Ribot i Calpe, van fer al pla d'Anyella el 18 i 19 de juliol de 1923, i durant la qual aplegaren un magnífic recull etnogràfic. Aquest material va servir per a la creació de la sala dedicada al costumari dels pastors del Museu Etnogràfic de Ripoll inaugurat l'any 1929.
"La vida a pagès" (1966), sèrie d'articles inicialment escrits a la revista Scriptorium a partir de 1925 que posteriorment es van agrupar en un llibre imprès pel ripollenc Daniel Maideu, company de Raguer i Vilarrasa en l'interès pel folklore pirinenc. La vida a pagès es divideix en 13 capítols, els 12 primers dedicats a cadascun dels mesos de l'any. Cada capítol descriu les principals tasques agrícoles i ramaderes, així com menges, festes i fires, supersticions, maneres de vestir o de negociar el bestiar. A destacar la gran quantitat de vocabulari específic i avui dia en desús d'aquestes tasques, com per exemple les parts de serres grans per a fer taulons, o la diferència entre una falç i un volant. També detalla les unitats de mesura no mètriques encara emprades tot i l'existència del sistema mètric. El darrer capítol, "La cuina a pagès", té 11 pàgines i és escrit per la seva muller, Núria Roquer Camprodon (Ripoll, 1879-1944), també folklorista i que donà a conèixer mitjançant publicacions comarcals una important col·lecció de jocs d'infants, un receptari de la cuina a pagès, refranys, endevinalles, frases fetes, dites populars i proverbis. Aquest darrer capítol descriu breument els plats més comuns de l'època a que fa referència el llibre (final segle XIX) i que encara perduraven amb més o menys fortuna quan el van escriure.